# 茜屋まつり
茜屋 まつり（あかねや まつり、1970年 - ）は、日本のライトノベル作家である。

## 経歴
1996年、雅彩人名義で、第3回電撃ゲーム小説大賞<銀賞>を受賞したが、受賞作品である「HOLOGRAM SEED」は未刊行に終わった。
15年後の2011年、茜屋まつり名義で第4回GA文庫大賞(後期)に「番台が女神な件について」を応募。同作が第三次選考を通過したことで自信を得、翌年には「ハロー、Mr.マグナム」を第19回電撃小説大賞に投稿した。同作は<大賞>を受賞し、翌年の2013年には改題・改稿を施した『アリス・リローデッド ハロー、ミスター・マグナム』で作家デビューした。

## 著作
雅彩人 名義
- HOLOGRAM SEED　（未刊行）

茜屋まつり 名義
単行本
- アリス・リローデッドシリーズ（イラスト：蒲焼鰻、アスキー・メディアワークス電撃文庫）
  - ハロー、ミスター・マグナム（2013年2月）　ISBN 978-4-04-891332-4
  - ヘヴィ・ウェイト（2013年5月）　ISBN 978-4-04-891598-4
  - サクリファイス（2013年9月）　ISBN 978-4-04-891819-0
- 滅葬のエルフリーデ シリーズ（イラスト：mamuru、電撃文庫）
  - 滅葬のエルフリーデ（2013年12月） ISBN 978-4-04-866162-1
  - 滅葬のエルフリーデ<2>（2014年2月） ISBN 978-4-04-866318-2
  - 滅葬のエルフリーデ<3>（2014年5月） ISBN 978-4-04-866533-9
- ブラッドアイズ 北海道絶対防衛戦線（イラスト：白味噌、電撃文庫、2016年2月、ISBN 978-4-04-865753-2）

短編作品
- 「アリス・リローデッド ダーカー・カプリチオ」 - 『電撃文庫MAGAZINE』Vol.31（2013年5月号）掲載
- 「たんたん・たぬこ」 - 『電撃文庫MAGAZINE』Vol.33（2013年9月号）付録文庫『電撃コラボレーション 終わらない夏を終わらせる五つの方法』収録